# نهائي كأس الخليج العربي 2004
نهائي كأس الخليج العربي لكرة القدم 2004 هي مباراة تحديد الفائز ببطولة خليجي 17 اقيمت في 24 ديسمبر 2004 في مدينة الدوحة على ملعب استاد جاسم بن حمد بنادي السد وفزت بها قطر بضربات الترجيح.